# Kokytos Flumina
I Kokytos Flumina sono una struttura geologica della superficie di Titano.